# コメンスキー (小惑星)
コメンスキー (1861 Komenský) は、小惑星帯の小惑星。ルボシュ・コホーテクがハンブルクのベルゲドルフ天文台で発見した。
チェコ（モラビア）出身の宗教家で、学校教育のシステムを考案したコメニウスことヤン・アーモス・コメンスキーに因んで名付けられた。